# Servas do Santíssimo e da Caridade
A Congregação de Irmãs Servas do Santíssimo e da Caridade é uma congregação religiosa católica feminina de direito pontifício, fundada pela religiosa colombiana María de Jesús Upegui, em Medellín, em 25 de junho de 1903. Às religiosas deste instituto conhecesse-lhes como Servas do Santíssimo e pospõem a seus nomes as siglas S.S.C..

## História
A religiosa colombiana María de Jesús Upegui fundou em Medellín, em 25 de junho de 1903, a Congregação de Irmãs Servas do Santíssimo e da Caridade, com o fim de dedicar-se à educação da juventude, a atenção de idosos e o culto perpétuo da Eucaristia. As primeiras doze religiosas, incluída Upegui, fizeram seus votos em 28 de agosto de 1919, e María de Jesús foi nomeada a primeira superiora. Em 10 de dezembro de 1940, o instituto recebeu a aprovação diocesana. A Santa Sé aprovou-a como congregação religiosa de direito pontifício em 1974.

## Organização
A Congregação de Irmãs Servas do Santíssimo e da Caridade é um instituto religioso centralizado, cujo governo o exerce a superiora geral, coadjuvada por seu conselho. A sede central encontra-se em Medellín (Colômbia).
As Servas do Santíssimo dedicam-se à adoração do Santíssimo Sacramento e às obras de misericórdia da saúde, educação, missão e outras obras sociais. Sua espiritualidade é fundamentalmente eucarística.
Em 2017, o instituto contava com umas 309 religiosas e 51 comunidades, presentes em Brasil, Chile, Colômbia, Equador, Espanha, Itália, México, Peru e Venezuela.